# قريضة زغبية شاحبة
القريضة الزغبية الشاحبة (الاسم العلمي: Cistus ×incanus) نوع نباتي يتبع جنس القريضة من الفصيلة القريضية (باللاتينية: Cistaceae).

## الموئل والانتشار
موطن هذا النبات المناطق المتوسطية في المغرب العربي وجنوب أوروبا.